# Fernand Dubief
 (juin 2016).
Si vous disposez d'ouvrages ou d'articles de référence ou si vous connaissez des sites web de qualité traitant du thème abordé ici, merci de compléter l'article en donnant les références utiles à sa vérifiabilité et en les liant à la section « Notes et références ».
Fernand Dubief est un homme politique français, né au château de Varennes-lès-Mâcon (Saône-et-Loire) le 14 octobre 1850 et mort à Asnières le 4 juin 1916.

## Biographie
Fernand Dubief nait dans une famille de tradition républicaine. Alors qu'il n'a qu'un an, son père est déporté après le coup d'État du 2 décembre 1851. Dubief fait ses études secondaires à Mâcon puis, la guerre de 1870 venue, il s'engage dans l'armée de la Loire comme médecin auxiliaire et dans l'armée de l'Est et combat jusqu'à l'armistice.
Une fois son diplôme de docteur en médecine acquis (1877), il devient aliéniste et dirige successivement un asile d'aliénés à Marseille, puis à Lyon, mais il conserve des attaches familiales en Saône-et-Loire.

### Politique
Maire de Romanèche-Thorins et conseiller général en 1893, il s'attaque, cette année-là, au siège de député détenu dans la première circonscription de Mâcon par Étienne Boullay, décédé le 28 mai 1893 et non remplacé. Aux élections générales du 20 août 1893, au premier tour de scrutin, Dubief est élu par 7 927 voix sur 13 193 votant, MM. Teil du Havelt en obtenant 3 568 et Plassard 2 383.
Inscrit au parti républicain radical et radical-socialiste, Dubief fait partie de nombreuses commissions parlementaires : celles sur le régime des aliénés, les comptes définitifs, la suppression des octrois, les services maritimes postaux, les emplois administratifs, les délits et contraventions en matière d'octroi.
Il dépose une proposition de loi indemnisant les victimes de la grêle en Saône-et-Loire et rédige plusieurs rapports, sur le régime des aliénés, sur la proposition de loi interdisant retenues et amendes sur les salaires ouvriers, sur les conditions de travail dans les filatures de soie.
Il intervient deux fois (1894 et 1898) sur les tarifs des chemins de fer pour le transport des vins, montrant ainsi son souci des intérêts des producteurs de Beaujolais nombreux dans sa circonscription, ainsi que dans le grand débat sur la crise agricole en 1897. C'est à cette époque qu'il devient président de la société d'agriculture de Mâcon et qu'il dirige le journal L'Union républicaine de Saône-et-Loire.
Bon républicain et ferme défenseur de la laïcité, il intervient également en 1898 dans le budget de l'Éducation nationale en faveur de la laïcisation des écoles primaires de filles.
Aux élections générales du 8 mai 1898, il est réélu sans difficultés, au premier tour de scrutin, par 8 871 voix sur 14 125 votants, le candidat conservateur Dureault ne recueillant que 5 145 suffrages.
Toujours républicain radical et radical-socialiste, Dubief est élu membre des commissions du travail, du régime des aliénés, du budget (1899, 1900, 1902), de l'octroi et membre du conseil supérieur du travail.
Il dépose à nouveau une proposition de loi tendant à réformer le régime des aliénés qu'il connaissait professionnellement et une proposition de loi sur le taux de sucrage des vins, car il est l'élu du Beaujolais. Il rédige des rapports sur les salaires ouvriers, le droit de timbre sur les titres étrangers et rapporte deux fois le budget de l'École centrale des Arts et Manufactures, dite « École centrale », en 1899 et 1900. Il est alors élu deux fois secrétaire de l'Assemblée, de 1898 à 1900.
En 1898, il dépose et défend en séance publique le rapport sur la proposition de loi indemnisant les victimes des calamités agricoles et intervient lors de la discussion des propositions de loi concernant les taux minima des salaires ouvriers. En 1900, il prend la parole, à plusieurs reprises, lors du vote des textes concernant le régime des boissons, en faveur des bouilleurs de cru et du sucrage des vins. Ses convictions sociales le poussent également à défendre en automne 1900 les grévistes de Montceau-les-Mines.
Enfin, lors de la discussion du budget de l'exercice 1902, il intervient sur l'épineuse question du maintien de l'Ambassade française auprès du Saint-Siège et sur la gestion de la maison pénitentiaire de Gaillon.
Son attachement à la cause républicaine et aux intérêts de ses électeurs lui valent une réélection triomphale le 27 avril 1902, pratiquement sans opposition - sur 17 268 inscrits, 10 974 seulement vinrent voter, tant l'élection était acquise : Dubief l'emporte par 9 430 voix contre 14 à son adversaire : M. Gaillon.
Toujours membre du conseil général de Saône-et-Loire dont il devient vice-président en 1898, il est élu maire de Prissé en 1906.
Membre des Commissions du budget (1903, 1904, 1905, 1906), du Travail, du Régime des aliénés, des Pensions civiles, il est également réélu membre du conseil supérieur du travail.
Il redépose sa proposition de loi réformant le régime des aliénés, qu'il peut enfin rapporter. Il présente aussi une proposition de loi prévoyant des subventions aux caisses de secours contre le chômage ; rédige plusieurs rapports sur les contributions directes et taxes assimilées, le budget de l'exercice 1903 (Affaires étrangères), 1904 (Colonies), 1905 (Affaires étrangères), sur les allocations spéciales destinées à réparer les dommages provoqués par des cyclones à Tahiti et à La Réunion.
Il préside la commission du travail, intervint dans la discussion du budget en 1903 (Affaires étrangères), défendant les établissements scolaires d'Extrême-Orient, la Cour de Justice de La Haye, en 1904 (Colonies), en 1905 (Affaires étrangères), sur les subventions à la Martinique et à la Guyane française. Il prend également la parole sur le projet de loi destiné à faciliter le placement des ouvriers et employés (1904). En janvier 1905 prend fin le ministère de Émile Combes et lui succède M. Rouvier, radical modéré qui s'appuyait sur une coalition axée sur les radicaux et radicaux-socialistes, mais comprenant des socialistes (Briand) et des républicains de gauche, plus modérés. Le président Rouvier fait appel à Dubief qui occupe d'abord le Ministère du Commerce, de l'Industrie et des P.T.T. (24 janvier 1905 - 12 novembre 1905) puis, à la faveur d'un remaniement ministériel, le Ministère de l'Intérieur, en remplacement de Eugène Étienne (12 novembre 1905 - 18 février 1906).
Après l'élection d'Armand Fallières à la Présidence de la République en février 1906, Rouvier garde la présidence du Conseil et Dubief son portefeuille de l'Intérieur (18 février 1906 - 14 mars 1906).
La grande affaire de ce Ministère est la séparation de l'Église et de l'État, votée définitivement en décembre 1905, et son application, en dépit de la condamnation expresse de l'Encyclique de Pie X, le 11 février 1906.
En ce domaine, Dubief soutient fidèlement son président du Conseil, comme lors de la crise de juin 1905, quand Rouvier dut se séparer de son Ministre des Affaires étrangères, Delcassé, dont la politique anti-allemande risquait de provoquer un conflit que la France ne voulait pas.
En sa qualité de Ministre du Commerce, de l'Industrie et des P.T.T., Dubief intervient en 1905 pour défendre les budgets de ses départements ministériels, l'amélioration du service postal, les conditions de notation et d'avancement des fonctionnaires et aussi le Salon de l'automobile et des sports de création toute récente, enfin, lors de la discussion du nouveau tarif des douanes, le tarif appliqué aux tissus de soie. Il prit également la parole sur la codification des lois du travail.
Comme Ministre de l'Intérieur, il propose des secours aux familles des ouvriers terrassiers en grève, lors de la discussion des crédits provisoires pour janvier et février 1906. Il fait aboutir le projet de loi organisant la distribution du gaz de ville à Paris.
Le débat sur le budget du Ministère de l'Intérieur le fait intervenir souvent et sur les sujets les plus divers : la police suburbaine de Paris, l'École des sourds-muets, la part du service du culte dans les budgets communaux, le conflit entre le sous-préfet de Vitry-le-François et la municipalité de cette ville, la grève des ouvriers sardiniers de Douarnenez, les candidatures officielles lors des élections municipales, le régime de la police à Lyon, à Marseille, le sort des gardiens de prison, la maison d'arrêt de Gaillon, le transfert de la prison de Saint-Lazare, enfin l'affectation de gardiens de la paix à la protection de particuliers.
Il intervient aussi pour répondre aux interpellations sur les incidents survenus dans le Nord à l'occasion de l'inventaire de l'église de Boeschepe (Nord). Devenu une importante personnalité radicale, Dubief est réélu le 6 mai 1906, au premier tour de scrutin, par 9 395 voix sur 13 374 votants, contre 3 382 à Duréault, son adversaire de 1898.
De nouveau membre des Commissions du travail, de la réforme judiciaire, de la liberté de réunion, de la répression du vagabondage, des budgets 1907 et 1908, Dubief est aussi réélu membre du Conseil supérieur du travail.
En 1909 et 1910, il est élu vice-président de la Chambre des députés, occupant le fauteuil présidentiel avec modération mais avec fermeté et prononçant plusieurs beaux éloges funèbres. Auparavant, il avait déposé à nouveau sa proposition de loi et son rapport sur le régime des aliénés, qu'il fait enfin aboutir grâce au vote de ce texte à la session ordinaire de 1907, couronnant treize années d'efforts en faveur de malheureux, généralement d'autant moins défendus qu'ils ne sont pas électeurs. Il dépose également un rapport sur les subventions accordées aux missions laïques et un autre sur la constitution et le fonctionnement des syndicats agricoles.
Outre ses nombreuses interventions de 1907, lors du vote de la proposition réformant le régime des aliénés, dont il était le rapporteur, Dubief prend la parole sur la politique du Gouvernement au Maroc, les subventions aux missions laïques (1908), texte dont il est le rapporteur, la proposition de loi fixant le statut des Conseils de guerre (1909), le tarif des douanes, concernant les tissus de soie (1909) et, lors de la discussion du budget de l'Éducation nationale de 1910, en faveur des professeurs des collèges communaux.
Aux élections générales législatives de 1910, il doit faire face à un candidat radical-socialiste, Jean-Pierre Simonet, conseiller général, maire de Berzé-la-Ville, viticulteur, peut-être plus proche et plus écouté des vignerons du Mâconnais et du Beaujolais. Au premier tour, le 14 avril 1910, Simonet obtient 6 125 voix, Dubief 6 073 et un troisième candidat, Bonin, 166 seulement Le second tour assure le succès de Simonet par 7 245 voix sur 13 485 votants, contre 5 918 à Dubief.
Mais en 1914, aux élections générales du 26 avril, Dubief prend sa revanche au premier tour de scrutin en battant Simonet par 6 708 voix contre 6 268, sur 13 277 votants. Il revient donc siéger sur les bancs de la Chambre des députés où il comptait déjà près de dix-sept années de mandat, toujours dans les rangs du Parti républicain radical et radical-socialiste.
Il appartient aux Commission des affaires extérieures et des colonies et de la répression du vagabondage, et est encore réélu membre du Conseil supérieur du travail. Vieilli et touché dès le début de la Première Guerre mondiale par la mort au front de son fils, ses deux interventions en séance reflètent bien ses préoccupations constantes sur le plan social quand il parle, en 1914, pour l'application de la loi de 8 heures dans les mines, sur le plan viticole, quand il demande en 1916 l'attribution du sulfate de cuivre nécessaire aux viticulteurs.
Il a le 2 mai 1916 l'ultime satisfaction de se voir élire à la présidence du Conseil général de Saône-et-Loire, en remplacement de M. Sarrien, ex-président du Conseil. Mais il meurt le 4 juin 1916 à Asnières. Il était âgé de 66 ans.
Le Président Paul Deschanel prononce son éloge funèbre à la séance du 6 juin, s'exprimant ainsi : « Par son labeur assidu, la force de ses convictions et l'unité de sa vie, Fernand Dubief a tenu une place importante dans le Parti républicain. Il laisse un vide profond dans cette démocratie mâconnaise qu'il chérissait d'une tendresse filiale. Que sa compagne doublement frappée reçoive notre hommage douloureux. Je salue, en même temps que la mémoire du père, celle du fils mort glorieusement pour la patrie, et celle des républicains exilés en 1851, qui nous ont légué, avec l'amour de la France, le culte de la liberté et des lois ».

## Sources
- « Fernand Dubief », dans le Dictionnaire des parlementaires français (1889-1940), sous la direction de Jean Jolly, PUF, 1960 [détail de l’édition].